# Idaea terentius
Idaea terentius là một loài bướm đêm trong họ Geometridae.